# Höfner
Karl Höfner GmbH & Co. KG — німецький (спочатку австро-богемський) виробник музичних інструментів — гітар, бас-гітар та струнно-смичкових інструментів і смичків для них.
Значною мірою Höfner здобув популярність завдяки тому, що Пол Маккартні використовував бас-гітару Höfner 500/1. Цю скрипкоподібну модель в англомовних країнах називають «бітл-бас».

## Історія
Німецький скрипковий майстер Карл Гефнер (1864—1955), заснував компанію в місті Schönbach в Австро-Угорщині в 1887 році. Незабаром він став найбільшим виробником струнних інструментів у країні. Його сини, Йозеф і Волтер, приєдналися до компанії близько 1920 року. Під час Другої світової війни компанія виробляла для німецької армії дерев'яні ящики та підошви для чобіт. Після війни німців вигнали з Судетської області, що змусило Гофнера переїхати до Західної Німеччини. Спочатку компанія переїхала до табору колишніх робітників у Мерендорфі у 1948 році, але незабаром стала брати участь у розбудові нового селища та заводів у Бубенройті. Новий завод Höfner відкрився в 1950 році і тричі розширювався між 1953 і 1960 роками. Засновник Карл Гофнер дожив до відродження компанії і помер у Бубенройті 1955 року. У 1964 році компанія побудувала ще одну фабрику в Хагенау, близько 5 км від Бубенройта. Двічі фабрику в Гагенау розширювали 1970 -х роках.
Дочка Вальтера Гофнера, Гергільда, почала працювати в компанії в середині 1950 -х років. Її чоловік, Крістіан Бенкер, приєднався до компанії в 1963 році. Вони разом стали лідерами компанії, коли Йозеф і Волтер пішли на пенсію у 1970 -х роках.

### Зміни власника
У 1994 році Höfner став частиною Boosey &amp; Hawkes Group і зміг розширити та оновити свої потужності за рахунок надходження готівки. У 1997 році компанія переїхала з Бубенройта до Гагенау.
Після майже банкрутства у 2003 році Boosey & Hawkes продали свій підрозділ музичних інструментів (включаючи компанії Höfner та Buffet Crampon) компанії Music Group за 33,2 млн фунтів стерлінгів.
Höfner залишався частиною Music Group до грудня 2004 року, коли компанію викупив її колишній генеральний директор Клаус Шьоллер і його дружина Ульріке Шрімпфф, що працювала на посаді фінансової директорки. Клаус Шеллер та Ульріке Шрімпфф лишаються власниками компанії.

## Музиканти, що грали на інструментах Höfner
Гітаристи Beatles Джордж Гаррісон та Джон Леннон користувалися електрогітарами Höfner, обидва — моделями Club 40.
Найбільше компанія пишається тим, Пол Маккартні використовував модель Höfner 500/1 починаючи з 1956.